# Ivan Sidorenko
Ivan Mikhailovich Sidorenko (em russo:  Ива́н Миха́йлович Сидоре́нко; Glinkovsky, 12 de setembro de 1919 — Kizlyar, 19 de fevereiro de 1994) foi um oficial do Exército Vermelho e um Herói da União Soviética que serviu durante a Segunda Guerra Mundial. Ele foi um dos principais franco-atiradores soviéticos na guerra, com quinhentas mortes confirmadas.

## Biografia
Nascido em uma família camponesa no distrito de Glinkovsky, Oblast de Smolensk, Rússia, Sidorenko frequentou dez séries na escola e mais tarde estudou no Penza Art College em Penza, sudeste de Moscou. Em 1939, ele abandonou a faculdade e foi recrutado para o Exército Vermelho para treinamento na Escola de Infantaria Militar de Simferopol, na Península da Criméeia.

## Grande Guerra Patriótica
Em 1941, lutou na Batalha de Moscou como tenente júnior de uma companhia de morteiros. Durante a batalha, ele passou muito tempo aprendo a atirar por conta própria. Suas caçadas aos soldados inimigos foram bem-sucedidas, levando os comandantes de Sidorenko a ordenar que ele treinasse outros, que foram escolhidos por sua visão, conhecimento de armas e resistência. Ele primeiro lhes ensinou teoria, e então lentamente começou a levá-los em missões de combate com ele. Os alemães logo começaram a colocar seus próprios franco-atiradores na área de operação de Sidorenko para combater a nova ameaça representada por Sidorenko e seus homens.
Sidorenko tornou-se comandante assistente do quartel-general do 1122.º Regimento de Infantaria, lutando como parte da Primeira Frente Báltica. Embora ele instruísse principalmente, ele ocasionalmente lutava em batalhas, levando um de seus aprendizes com ele. Em uma dessas excursões, ele destruiu um tanque e três tratores usando munições incendiárias. No entanto, ele foi ferido várias vezes, mais gravemente na Estônia em 1944; como resultado, ele permaneceu hospitalizado até o final da guerra. Enquanto se recuperava dessa ferida, Sidorenko recebeu o título de Herói da União Soviética em 4 de junho de 1944; depois, ele foi proibido de combater novamente por seus superiores, pois era um valioso treinador de atiradores.
No final da guerra, ele foi creditado com quinhentas mortes confirmadas, e treinou mais de duzentos e cinquenta franco-atiradores. Classificado como major, ele foi o atirador soviético de maior sucesso da Segunda Guerra Mundial, e usava o rifle russo Mosin-Nagant, equipado com uma mira telescópica.

### Vida pós-guerra
Depois que a guerra terminou, ele se aposentou do Exército Vermelho e se estabeleceu no
oblast de Tcheliabinsk, nos Montes Urais, onde trabalhou como capataz de uma mina de carvão. Em 1974, mudou-se para a República do Daguestão, no Cáucaso. Ele morreu em 19 de fevereiro de 1994 em Kizlyar, Daguestão.

## Documentos soviéticos
Documento de premiação, a Ordem da Estrela Vermelha, 31 de dezembro de 1942:
— TsAMO, f. 33, op. 682526, d. 197

Diário de Guerra do 1122.º Regimento de Infantaria, página 130, 1.º de maio de 1943:
— TsAMO, f. 7788, op. 9137, d. 1

## Prêmios
- Herói da União Soviética
- Ordem de Lenin
- Ordem do Estandarte Vermelho
- Ordem da Estrela Vermelha
- Medalha "Pela Coragem"
- Medalha "pela vitória sobre a Alemanha na Grande Guerra Patriótica 1941-1945"